# Người A Xương
Người A Xương (chữ Hán: 阿昌族), còn gọi là người Nga-xương, Ngạc-xương, Ngac'ang hay Maingtha, là một dân tộc thiểu số thuộc 56 nhóm dân tộc được Cộng hòa Nhân dân Trung Hoa chính thức công nhận.
Dân tộc A Xương có vào khoảng 33.936 người (thống kê năm 2000), chủ yếu sống ở Lũng Xuyên, Lương Hà, Lộ Tây thuộc huyện Long Lăng, tây nam tỉnh Vân Nam, đặc biệt là khu tự trị Đức Hoành. Người A Xương có tiếng nói riêng thuộc nhóm Tạng Miến thuộc hệ Hán-Tạng nhưng lại không có chữ viết riêng đi kèm. Thay vào đó họ thường sử dụng chữ Hán. Họ cũng sống ở Myanmar, nơi họ được gọi là Maingtha (tiếng Miến Điện: မိုင်းသာလူမျိုး) ở bang Shan và Ngochang ở bang Kachin .
Người A Xương Hộ-tát (戶撒) sống tại Lũng Xuyên sử dụng thổ ngữ riêng và tự coi là một dân tộc khác; tuy nhiên họ không được công nhận vào năm 1950. Người Hộ-tát bị Hán hóa hơn người A-xương. Chẳng hạn trong nhà của người Hộ-tát thường có ban thờ tổ tiên theo kiểu Nho giáo. Về mặt tôn giáo, đa phần người Hộ-tát theo Phật giáo tiểu thừa và Đạo giáo.